# Araneus papulatus
Araneus papulatus là một loài nhện trong họ Araneidae.
Loài này thuộc chi Araneus. Araneus papulatus được Tord Tamerlan Teodor Thorell miêu tả năm 1887.